# نیبرو
شهر نیبرو (به سوئدی: Nybro) در ناحیه شهری نیبرو در کشور سوئد واقع شده‌است. جمعیت این شهر ۱۱۸۰٫۸۳  نفر است.